# They Came to Conquer... Uranus
They Came to Conquer... Uranus — EP американського поп-панк гурта Blink 182. Виданий на лейблі Cargo Music у 1995 році. Альбом відомий тим, що починаючи з цього запису гурт змінив назву з Blink на Blink 182. Платівка була видана у декількох кольорах: зеленому, жовтому, блакитному та чорному варіантах. Слід зазначити що спочатку було представлено тільки 300 копій цього альбому у блакитному кольорі, які були пронумеровані вручну. Згодом альбом видавався у інших кольорах.
Пісня Waggy буде перезаписана через два роки для альбому Dude Ranch.

## Список треків
Автор музики і слів Марк Гоппус, Том ДеЛонг and Скот Рейнор. 
| #    | Назва         | Тривалість |
| ---- | ------------- | ---------- |
| 1.   | «Wrecked Him» | 2:48       |
| 2.   | «Waggy»       | 2:54       |
| 3.   | «Zulu»        | 2:04       |
| 7:06 |               |            |

## Учасники
- Марк Гоппус — вокал, гітара
- Том ДеЛонг — вокал, гітара
- Скотт Рейнор — ударні